# سری آ ۱۶–۲۰۱۵
سری آ ۱۶–۲۰۱۵ (به‌دلایل حمایت مالی به‌عنوان سری آ TIM شناخته می‌شود) صد و چهاردهمین فصل فوتبال برتر ایتالیا، هشتاد و چهارمین دوره مسابقات رفت و برگشت، و ششمین از زمان سازماندهی آن تحت یک کمیتهٔ لیگ جدا از سری بی. یوونتوس مدافع عنوان قهرمانی بود. این کمپین در ۲۲ اوت ۲۰۱۵ آغاز شد و در ۱۵ مهٔ ۲۰۱۶ به پایان رسید.
در ۲۵ آوریل ۲۰۱۶، یوونتوس موفق شد برای پنجمین فصل متوالی از عنوان قهرمانی خود دفاع کند، پس از شکست ناپولی در رده دوم مقابل رم، یوونتوس با اختلاف ۱۲ امتیازی تنها سه بازی باقی مانده بود.